# Битка при Хангут
Битката при Хангут (на шведски: Hangö, Hangut; на руски: Гангут) е първото голямо морско сражение между флотовете на Русия и Швеция по време на Великата Северна война. Състои се на 27 юли 1714 г. при носа Хангут на финландското крайбрежие на изхода на Финския залив в Балтийско море, близо до днешния град Ханко.

## Ход на военните действия
За да не рискува линейните си кораби, Петър I изпраща галерния флот на адмирал Апраксин да пробие пътя до Або (днес Турку). С 99 галери русите притискат шведска ескадра, командвана от Ереншелд, в дълбокия залив западно от носа и я атакуват. 9-те шведски кораба (от тях 7 линейни) посрещат русите с масиран огън и на два пъти ги принуждават да отстъпят. Апраксин решава 3-та атака да бъде насочена към фланговете на противника и по този начин успява да вземе шведите на абордаж. Всички кораби и самият Ереншелд попадат в плен.

## Резултат
Битката дълбоко впечатлява шведите, които дотогава не само са господствали в морето, но и са блокирали руските брегове. Стратегическите последствия са, че след нея цялото крайбрежие на Финландия е контролирано от русите, които лесно могат да атакуват самата Швеция.